# Parón
Dans le monde de la tauromachie, le parón est une passe de cape. Le terme parón est aussi un terme d'équitation qui signifie : arrêt ou refus. Le parón peut aussi s'exécuter à la muleta, produisant ainsi de grandes sensations dans le public. Le matador mexicain Lorenzo Garza en avait fait sa spécialité, suivi en cela par Manolete.  

## Description
Le matador exécute cette suerte en gardant les pieds joints et en se tenant immobile face au taureau. C'est généralement une passe d'entrée pour le matador qui accueille le taureau près des barrières. Sorte de véronique très esthétique, elle demande une grande virtuosité au matador qui laisse retomber la cape devant son corps, à la verticale, comme un tablier (delantal). 
Mais elle est aussi très dangereuse si le taureau ne charge pas. Elle ne devrait être exécutée que par des animaux nobles. C'est en réalisant cette passe que le matador Julio Robles a été violemment heurté par Timador, un taureau de Cayetano Muñoz le 13 août 1990 à Béziers. Le matador a été jeté en l'air et la retombée sur le sol s'est soldée par des lésions cervicales irréversibles qui ont rendu Robles tétraplégique.